# Maya Le Tissier
Maya Le Tisser, née le 18 avril 2002 à Guernesey, est une footballeuse internationale anglaise, qui joue au poste de défenseure centrale à Manchester United.

## Biographie

### En club
Née à Guernesey, elle rejoint Brighton & Hove Albion le 1er juillet 2018. Le 5 décembre 2018, elle fait ses débuts pour le club.
Le 20 juillet 2022, elle rejoint Manchester United. En 2024, elle prolonge son contrat.

### En sélection
Le 15 novembre 2022, elle fait ses débuts pour l'équipe nationale.

### Vie personnelle
Bien qu'elle partage le nom de famille avec Matthew Le Tissier, et en dépit du fait qu'ils sont nés à Guernsey, ils ne sont pas de la même famille.

## Palmarès
Manchester United
- Vainqueur de la Coupe d'Angleterre en 2024.
- Finaliste de la Coupe d'Angleterre en 2023 et 2025.

### Distinctions personnelles
- Membre de l'équipe-type de FA WSL 1 en 2023[6].